# Évangile et Liberté
Évangile et Liberté est un journal mensuel français sur le protestantisme libéral et sa théologie, fondé en 1886 et ayant cessé de paraître en 2023.

## Histoire
Évangile et Liberté est issu de la fusion en 1913 de deux journaux nés au début de l’année 1886 : Le Protestantisme libéral et La Vie nouvelle,,. Hebdomadaire jusqu'à la Seconde Guerre mondiale, le journal devient ensuite bimensuel.  
À partir de 1965, Évangile et Liberté organise chaque année des journées libérales sur des thèmes variés ayant trait au protestantisme libéral. Plusieurs groupes de lecteurs organisent des rencontres à travers la France ainsi que des conférences,,. 
Le 11 juin 1968, Évangile et Liberté devient une association loi de 1901. L'association collabore avec plusieurs paroisses protestantes libérales,,.
En 1985, le bimensuel devient mensuel. En 2009, le journal fusionne avec Le Protestant, le mensuel des libéraux de Suisse romande, fondé en 1831 à Genève,.
En 2017, un livre collectif est publié chez Van Dieren reprenant plusieurs contributions de la rubrique "Des mots qu'on n'aime pas".
En octobre 2023, le dernier numéro d'Évangile et Liberté paraît. Le Conseil d'administration dépose le bilan en novembre 2023 et le tribunal de commerce de Montpellier prononce la liquidation judiciaire en janvier 2024. Le conseil d'administration en explique les raisons  dans son article « Autopsie d'une mort annoncée » paru dans le dernier numéro du mensuel.
En mars 2024, deux nouvelles associations, l'Union protestante libérale et progressiste,, et l'Association des journées du protestantisme libéral, annoncent prendre le relais de l'association Évangile et Liberté pour « la diffusion et le rayonnement des valeurs du protestantisme libéral et progressiste » et l'organisation des journées d'octobre à Sète,.

### Présidents du comité de rédaction
- Georges Marchal (1949 à 1979)
- Laurent Gagnebin
- Pierre-Jean Ruff
- André Gounelle
- Michel Jas
- James Woody (2016-2020)
- Pierre-Olivier Léchot (2020-2022)
- Christian Seiler (2022-2024)

## Orientation
Un cartouche publié dans chaque numéro du journal présente les orientations d’Évangile et Liberté :
« Par souci de vérité et de fidélité au message évangélique, nous affirmons :
- la primauté de la foi sur les doctrines,
- la vocation de l’homme à la liberté,
- la constante nécessité d’une critique réformatrice,
- la valeur relative des institutions ecclésiastiques,
- notre désir de réaliser une active fraternité entre les hommes qui sont tous, sans distinction, enfants de Dieu. »